# Бенедычак, Адриан
Адриа́н Дави́д Бенеды́чак (пол. Adrian Dawid Benedyczak; 24 ноября 2000, Камень-Поморски) — польский футболист, нападающий клуба «Парма».

## Клубная карьера
Родился 24 ноября 2000 в городе Камень-Поморски. Воспитанник футбольной школы клуба «Погонь» (Щецин). Взрослую футбольную карьеру начал в 2017 году в основной команде того же клуба

## Карьера в сборной
В 2017 году дебютировал в составе юношеской сборной Польши, принял участие в 1 играх на юношеском уровне, отличившись одним забитым голом.
В 2019 году в составе молодёжной сборной Польши поехал на домашний молодёжный чемпионат мира. На турнире сыграл в одном матче, а команда вылетела в стадии 1/8 финала.

## Достижения
«Парма»
- Победитель Серии B: 2023/24